# Cromatografia liquida
La cromatografia liquida, spesso indicata con la sigla LC dall'inglese liquid cromatography, è un insieme di tecniche analitiche e preparative.
I vari tipi di cromatografia possono essere suddivisi infatti in: cromatografia liquida, gascromatografia e cromatografia a fluido supercritico a seconda della fase mobile.
Nella cromatografia liquida la fase stazionaria è solida mentre l'eluito e la fase mobile sono liquidi.
Esistono diversi tipi di cromatografia liquida:
- cromatografia liquida classica, usata quasi esclusivamente per scopi preparativi;
- cromatografia liquida ad alta prestazione, usata come tecnica analitica;
- cromatografia liquida a ultra alta prestazione;
- cromatografia di adsorbimento, basata sull'adsorbimento (liquido-solido);
- cromatografia a scambio ionico, basata sullo scambio ionico;
- cromatografia di ripartizione: cromatografia su carta, cromatografia su strato sottile, cromatografia su strato sottile ad alta prestazione, basata sulla ripartizione/setacciamento (liquido-liquido);
- cromatografia di esclusione molecolare, basata sull'esclusione dimensionale;
- cromatografia di affinità, basata sull'affinità: ripartizione tra il film liquido superficiale e la fase mobile;
- cromatografia liquida ad alta temperatura, usata come tecnica analitica.

Solitamente comunque con il termine cromatografia liquida si indicano la cromatografia liquida classica e la cromatografia liquida ad alta prestazione.
Altra divisione possibile è quella tra cromatografia su colonna e cromatografia planare e quella tra cromatografia in fase diretta e cromatografia in fase inversa.